# Папазол
Папазол — спазмолитик, комплексный препарат, в состав которого входят дибазола 0,03 г и папаверина 0,03 г. Выпускается в таблетках в упаковке по 10 штук. Таблетки белого цвета.

## Фармакологическое действие
Комбинированный препарат, оказывает спазмолитическое, гипотензивное, артериодилатирующее действие. Бендазол — спазмолитическое средство миотропного действия; оказывает гипотензивное, вазодилатирующее действие, стимулирует функцию спинного мозга, обладает умеренной иммуностимулирующей активностью. Папаверин — спазмолитическое средство, оказывает гипотензивное действие. Ингибирует ФДЭ, вызывает накопление в клетке цАМФ и снижение содержания Ca2+, снижает тонус и расслабляет гладкие мышцы внутренних органов (ЖКТ, дыхательной и мочеполовой системы) и сосудов. В больших дозах снижает возбудимость сердечной мышцы и замедляет внутрисердечную проводимость. Действие на ЦНС выражено слабо (в больших дозах оказывает седативный эффект).

## Лечебные свойства
Папазол расширяет сосуды сердца и мозга, снижает артериальное давление, расслабляет гладкую мускулатуру желудочно-кишечного тракта.

## Показания
Артериальная гипертензия (лабильная), спазм периферических артерий и сосудов головного мозга, спазм гладкой мускулатуры внутренних органов (в том числе язвенная болезнь желудка и 12-перстной кишки, спазм привратника, кишечная колика, холецистит, спастический колит), полиомиелит (остаточные явления), периферический паралич лицевого нерва.

## Противопоказания
Гиперчувствительность, нарушения AV проводимости, эпилептический синдром, бронхообструктивный синдром, детский возраст (до 1 года).

### C осторожностью
Сниженная перистальтика кишечника, ЧМТ, печёночная и/или почечная недостаточность, гипотиреоз, надпочечниковая недостаточность, гипертрофия предстательной железы; беременность, период лактации.

## Побочные действия
Аллергические реакции, тошнота, запоры, повышенное потоотделение, головокружение, AV блокада, аритмии, снижение сократимости миокарда.

## Взаимодействие
При одновременном применении препарата со спазмолитиками, седативными ЛС, диуретиками, трициклическими антидепрессантами, прокаинамидом, резерпином, хинидином возможно усиление выраженности гипотензивного эффекта. Ослабляет действие антихолинэстеразных ЛС на гладкую мускулатуру (галантамин, прозерин, физиостигмин и др.). Энтеросорбенты, вяжущие и обволакивающие ЛС уменьшают всасывание препарата в ЖКТ.

## Нозологическая классификация (МКБ-10)
- G45.9 Транзиторная церебральная ишемическая атака неуточнённая
- I73.8 Другие уточнённые болезни периферических сосудов
- K59.8.1* Дискинезия кишечника
- K82.8.0* Дискинезия жёлчного пузыря и жёлчных путей
- N23 Почечная колика неуточнённая
- R10.4 Другие и неуточнённые боли в области живота
- R25.2 Судорога и спазм

## Текущее состояние на рынке ЛС РФ
3 июня 2021 препарат исключен из государственного реестра лекарственных средств для медицинского применения.